# Alej (řeka)
Alej (rusky Алей) je řeka v Altajském kraji v Rusku. Je 858 km dlouhá. Povodí má rozlohu 21 100 km². Na horním toku se nazývá Východní Alej (rusky Восточный Алей).

## Průběh toku
Převážnou část toku protéká přes Obskou planinu. Ústí zleva do Obu.

## Vodní režim
Zdrojem vody jsou v horách sněhové a na dolním toku dešťové srážky. Průměrný roční průtok vody činí 33,8 m³/s. Zamrzá v listopadu a rozmrzá v dubnu.

## Využití
Využívá se na zavlažování. Dolina řeky a jejich přítoků je hustě osídlena. Na řece leží města Rybcovsk, Alejsk.